# Yamanashi-præfekturet
Yamanashi-præfekturet (山梨県 Yamanashi-ken) er et præfektur i Japan.
Præfekturet ligger i regionen Chūbu på sydkysten af den centrale del af Japans hovedø Honshū. Det har et areal på 4.465 km2
og et befolkningstal på 803.963 (2021) indbyggere. Hovedbyen og den største by er byen Kōfu.